# Obuhivka
Obuhivka (în ucraineană Обухівка; între anii 1938-2016, Kirovske, în ucraineană Кіровське) este o așezare de tip urban în raionul Dnipro, regiunea Dnipropetrovsk, Ucraina.

## Geografie și așezare
Obuhivka este situată în partea centrală a regiunii, pe malul stâng al lacului de acumulare Dnipro de pe râul Nipru, acolo unde Niprul primește apele râului Oril⁠(d). 
Fizico-geografic, Obuhivka se află în câmpia Niprului. Altitudinea în localitate este de 50-55 de metri.

## Istoria
Pe teritoriul actual al localității s-au găsit urmele mai multor așezări din epoca bronzului, (cultura catacombelor și cultura Srubna — sfârșitul mileniului al III-lea–începutul mileniului I î.e.n.).
Localitatea este atestată documentar în a doua jumătate a secolului al XVIII-lea. Primul nume a fost Obuhovka, care, potrivit datelor neoficiale, vine de la numele primului colonist — cazacul Andrei Obuha.
După formarea guberniei Ekaterinoslav, Obuhovka a intrat în componența volostei Kameanka⁠(d) din ținutul Novomoskovsk⁠(d). În 1886, aici trăiau 1930 de locuitori în 351 de case; functiona o biserică și 3 prăvălii.
În primii ani ai puterii sovietice, ca și în întreaga țară, a avut loc colectivizarea. În anul 1925, populația satului era de 5 246 de locuitori, și se țineau două târguri, funcționaul două școli două școli. Obuhovka a intrat în componența raionului Kameanka⁠(d) din okrugul Ekaterinoslav⁠(d).
În 1938, conform deciziei adunării generale a țăranilor din Obuhivka, s-a decis schimbarea denumiri satului în Kirovske în cinstea omului de stat sovietic Serghei Kirov. Ulterior, cu localitatea Kirovske a fost comasat și satul Suhakivka⁠(d). Obuhovka a intrat în administrarea nou-redenumitei regiuni Dnipropetrovsk.
După al Doilea Război Mondial Kirovske a primit statutul de așezare de tip urban. În a doua jumătate a secolului al XX-lea, în localitatea Kirovske s-au construit peste 1200 de case noi, o casă de cultură, două biblioteci, un ambulatoriu medical.
Pentru scurt timp, localitatea a fost arondată orașului regional Dnipropetrovsk, în 1965, dar după un an a fost resubordonat regiunii Dnipropetrovsk.

## Actualitatea
Majoritatea (90%) din populația Obuhivkăi lucrează în orașul Dnipro.
În sat există două școli generale, două cabinete de medicină generală—medicină de familie⁠(d), o casa de cultură.
Obuhivka joacă un rol de „localitate de vacanță” și agrement pentru locuitorii orașului Dnipro, deoarece în timpul puterii sovietice, aici s-au construit mai multe vile și baze de odihnă (în principal pentru recuperarea de forței de muncă din fabricile locale).